# Ведаска
Ведаска (итал. Veddasca) је насеље у Италији у округу Варезе, региону Ломбардија.
Према процени из 2011. у насељу је живело 346 становника. Насеље се налази на надморској висини од 915 м.

## Становништво
| 1931. | 1936. | 1951. | 1961. | 1971. | 1981. | 1991. | 2001. | 2011. |
| ----- | ----- | ----- | ----- | ----- | ----- | ----- | ----- | ----- |
| 1.426 | 1.373 | 1.180 | 938   | 628   | 485   | 397   | 346   | 250   |